# Батиста, Джефферсон
Джефферсон Алешандре Батиста или просто Джефферсон (23 февраля 1976, Сан-Паулу, Бразилия) — бразильский футболист, нападающий.
Воспитанник клуба «Коринтианс». В 1995 году выступал за «Гуарани», в следующем году играл в финских клубах «ФиннПа» и «КуПС». Затем вернулся в Бразилию, где в течение двух сезонов выступал за «Коринтианс», «Пелотас», «Можи-Мирин» и «Гуарани». В октябре 1998 был куплен российским клубом «Алания», к которому присоединился в декабре. В межсезонье забил за команду 14 голов, однако из одиннадцати игр чемпионата полностью провёл только две, забил один гол и в середине сезона был отдан в аренду в «Уралан». В первом же матче против ЦСКА забил гол, но в начале второго тайма получил травму и больше в 1999 году за команду не играл. В конце сезона вернулся в «Аланию», в составе которой провёл половину первого тайма в кубковой игре против липецкого «Металлурга». Владикавказцы не стали удерживать Джефферсона в команде, и следующий сезон он вновь провёл в «Уралане».
В 2000—2002 годах играл в Швейцарии за «Сент-Галлен» и «Цюрих», в 2003—2004 — за бразильскую «Виторию» Салвадор. В сезоне 2004/05 — вновь в Швейцарии в составе «Ксамакса», позже играл в 2005 и 2006 годах — за бразильские клубы «Паулиста» и «Коритиба», в 2007 — за «Нанькин Йойо», Китай и «Итуано», а также «Гуанчжоу Фармасьютикал», Китай.